# Südliche Zinsel
Die Südliche Zinsel (französisch: Zinsel du Sud) ist ein Fluss in Frankreich, der in der Region Grand Est verläuft. Auf ihrem Weg durchquert die Südliche Zinsel die Départements Moselle und Bas-Rhin.

## Name
Der Fluss wurde 1126 („per alveum fluminis Zinzilae“) erstmals urkundlich erwähnt. Der Name leitet sich möglicherweise vom germanischen *tenda-z „Zacken, Zinken, Spitze“ ab.

## Geographie

### Verlauf
Die Südliche Zinsel entspringt im Vogesenvorland auf einer Höhe von etwa 292 m im Gemeindegebiet von Wintersbourg und entwässert mit einem Bogen über Nord generell in östlicher Richtung. Sie quert in ihrem Oberlauf zwischen Zilling und Vescheim die Autobahn A4, erreicht sodann den Regionalen Naturpark Vosges du Nord, den sie auf einer Länge von etwa 12 Kilometern passiert. Danach quert der Fluss nochmals die Autobahn A4, sowie die Bahnstrecke LGV Est européenne und mündet nach rund 31 Kilometern auf einer Höhe von ungefähr 169 m an der Gemeindegrenze von Steinbourg und Dettwiller als linker Nebenfluss in die Zorn.

### Zuflüsse
(Reihenfolge in Fließrichtung)
- Ruisseau le Kuhbach (rechts), 3,8 km
- Ruisseau de Metting (links), 3,8 km
- Ruisseau de Bust (links), 2,6 km
- Ruisseau le Fohnbach (links), 4,2 km
- Ruisseau le Rehbach (links), 6,3 km, 12,5 km², 168 l/s
- Ruisseau le Niederbachel (links), 6,6 km, 14,7 km², 175 l/s
- Ruisseau le Nesselbach (rechts), 7,0 km, 20,5 km², 259 l/s
- Ruisseau le Fallbaechel (rechts), 3,5 km
- Ruisseau le Fischbach (links), 6,5 km, 11,4 km², 122 l/s
- Ruisseau le Rossbachel (rechts), 2,2 km
- Ruisseau le Maibaechel (links), 4,8 km
- Ruisseau de Neuwilleres-Saverne (links), 2,3 km
- Ruisseau de Ernolsheim-les-Saverne (rechts), 3,0 km
- Ruisseau le Griesbaechel (links), 9,3 km, 20,9 km², 140 l/s
- Ruisseau le Wullbach (links), 3,0 km

### Orte am Fluss
(Reihenfolge in Fließrichtung)
- Zilling
- Vescheim
- Hangviller
- Eschbourg
- Dossenheim-sur-Zinsel
- Hattmatt
- Steinbourg